# Илегална штампарија и склониште ПК КПЈ за Србију у Београду
| Орден народног хероја | Овај чланак је део серије чланка о Београд у Народноослободилачкој борби. |

У кући поштанског службеника Цирила Жужека и његове супруге Љубице, у Шумадијској улици број 187. (ова улица је у то време називана и Авалски друм, а данас је то Булевар Ослобођења) током 1941. године се налазила илегална штампарија Покрајинског комитета КПЈ за Србију, а касније је ова кућа, до октобра 1943. коришћена само као склониште ПК КПЈ за Србију.

## Историјат
Илегалну штампарију је почетком маја 1941. године организовао Светозар Вукмановић Темпо, који је руководио техником Централног комитета КПЈ. Тада је у кући испод степеништа које је водило на гоњи спрат, изграђено склониште у које се улазило кроз покретни под оставе за намирнице. У овом склоништу требало је у случају полицијске провале сакрити машину и илегални материјал. Ова кућа је имала два стана, у једном је становала породица Жужек, а други у ком се налазила штампарија, је био фиктино издат доктору Радомиру Герићу, који се за ове потребе венчао с Браном Перовић. Поред њих у овом стану је илегално живео и Владета Поповић Пинецки, шпански борац, који је радио у штампарији. Штампарија је најпре била намењена Централном комитету КПЈ, али пошто су у међувремену, били обновљени радови на кући на Бањичком венцу, која је била одређена за седиште илегалне штампарије ЦК КПЈ, ова штампарија је предата на употребу Покрајинском комитету КПЈ за Србију.
Приликом масовног хапшења комуниста у Београду, као и широм окупиране Југославије, које је уследило после напада Немачке на Совјетски Савез, 22. јуна 1941. године, Специјална полиција је одлучила да претресе кућу Цирила Жужека, који је као комуниста био хапшен непосредно пре 27. марта. Приликом претреса куће, 23. јуна агент Ђорђе Космајац је препознао бившег шпанског борца Владету Поповића Пинецког и ухапсио га, заједно са власником куће Цирилом Жужеком и доктором Радомиром Герићем. Пинецки и Жужек су убрзо почетком јула стрељани, док је доктор Герић био заточен у Бањичком логору. Приликом претреса куће, полиција није открила склониште у ком се налазила штампарска машина и илегални материјал. Пошто су се ухапшени добро држали пред полицијом и нису ништа одали, ова илеглна штампарија је убрзо поново наставила са радом.
Штампарија је радила све до октобра 1941. године, а кућа је потом служила искључиво као склониште за илегалце. Током јула у овој штампарији штампани су прогласи Централног комитета КПЈ и Покрајинског комитета КПЈ за Србију, међу којима је и проглас ЦК КПЈ о позиву на устанак од 4. јула, који је одштампан 12. јула.
Поред породице Жужек, у пролеће 1942. године у други стан се уселио се инжењер Мирослав Павловић са женом Даницом и њеним сестрама Љубицом и Невенком Дабић, које су почетком 1942. године избегле из Независне Државе Хрватске. У овом стану, готово две године, успешно су се склањали од полиције разни партијски функционери, претежно чланови Покрајинског комитета КПЈ за Србију.
После хапшења Василије Бухе, члана Покрајинског комитета КПЈ за Србију и Вере Милетић, секретара Месног комитета КПЈ за Београд, октобра 1943. године, који су се пред полицијским иследницима веома лоше држали и одали многе партијске везе и склоништа уследила је чувена „октобарска провала“ у којој је ухапшен велики број чланова КПЈ, активиста Народноослободилачког покрета (НОП), као и симпатизера. Приликом откривања овога илегалног склоништа, 8. октобра 1943. године били су ухапшени Мирослав Павловић са женом Даницом, затим Невенка и Љубица Дабић и Љубица Жужек. Сви они су касније били стрељани као заточеници Бањичког логора.
После ослобођења јула 1948. године Месни комитет Комунистичке партије Србије за Београд је на кући поставио спомен-плочу са натписом - У овој кући у којој је била илегална штампарија радио је Покрајински комитет Комунистичке партије Југославије за Србију од октобра 1941. до октобра 1943. године.

## Учесници у раду штампарије и склоништа
Овде се налазе кратке биографије само неких од учесника у раду илегалне штампарије и склоништа ПК КПЈ за Србију у Шумадијској улици број 187:
- Даница Дабић-Лончар (1910—1944), професор. Рођена је у Рујевцу, код Двора на Уни. Радила је као професор у Пакрацу, где је и постала члан КПЈ. Почетком 1942. године је избегла из НДХ у Београд и укључила се у НОП. Од априла 1943. је била курир ПК КПЈ за Србију и живела је у кући у Шумадијској улици бр 187, у стану који се водио на њеног зета Мирослава Павловића. Ухапшена је 8. октобра 1943. године и крајем године пребачена је у Бањички логор. Стрељана је заједно са сестрама Невенком и Љубицом, 7. септембра 1944. године.

- Цирил Жужек (1896—1941), поштански службеник. Члан КПЈ од 1939. године. Ухапшен 23. јуна 1941. године и у полицији се добро држао и ниога није одао. Стрељан је 17. јула 1941. године у Маринковој Бари.

- Љубица Жужек (1895—1944), кројачка радница и супруга Цирила Жужека. Рођена у Петровцу на Млави. Током рада штампарије, а касније склоништа Љубица се бринула о исхрани станара и илегалаца. Такође им је помагала у раду и често служила као курир. Ухапшена је 8. октобра 1943. године и у полицији се добро држала и ништа није одала. Крајем априла 1944. пребачена је у Бањички логор и стрељана 7. септембра исте године.

- Владета Поповић Пинецки (1911—1941), студент медицине. Рођен у Сврљигу. Током студија пришао револуционарном студентском покрету и постао члан КПЈ. Од 1936. до 1939. био учесник Шпанског грађанског рата. Од маја 1941. илегално становао и радио у штампарији. Ухапшен 23. јуна 1941. године и у полицији се добро држао и ниога није одао. Стрељан је 17. јула 1941. године у Маринковој Бари.